# La Guérison par l'esprit : Mesmer, Mary Baker-Eddy, Freud

La Guérison par l'esprit : Mesmer, Mary Baker-Eddy, Freud (en allemand, Die Heilung durch den Geist : Franz Anton Mesmer, Mary Baker-Eddy, Sigmund Feud) est un essai écrit par Stefan Zweig paru en 1931; la traduction française en 1982.